# Mai Hoshimura
Mai Hoshimura (星村 麻衣?, Hoshimura Mai; Matsue, 18 aprile 1981) è una cantautrice, pianista, tastierista e arrangiatrice giapponese.

## Biografia

### Gli inizi
Mai Hoshimura nacque il 18 aprile 1981 a Matsue, prefettura di Shimane. Cominciò a prendere lezioni di pianoforte all'età di quattro anni. Sua madre, un'insegnante, sperava che sarebbe diventata una pianista classica, ma fu suo padre, anch'egli un insegnante, a spingerla verso la musica pop.

### Il primo contratto e la notorietà
Hoshimura firmò un contratto con Sony Music nel 2002, grazie al quale poté registrare il suo primo album, Soup, pubblicato il 9 luglio 2003. Dopo due anni e mezzo, il 25 gennaio 2006 pubblicò il suo secondo album Joyful.

#### High and Mighty Color
Nel 2004 Sony Music affiancò Hoshimura ad una band da poco scritturata, gli High and Mighty Color, affinché incidesse le tastiere nei loro brani e curasse gli arrangiamenti degli stessi. Suonò in ogni loro pubblicazione (anche se non partecipò a nessun loro concerto) fino al 31 dicembre 2008, poiché il giorno dopo la band cambiò etichetta. Nonostante la grande importanza per il gruppo, non fu mai riconosciuta come un membro ufficiale.

### MY LIFEe il successo
Nonostante la grande notorietà ottenuta militando negli High and Mighty Color, il vero successo per Hoshimura giunse dalla sua carriera solista e dal suo terzo album MY LIFE: pubblicato il 17 settembre 2008, due dei singoli da esso estratti, Sakura Biyori (桜日和?) e Regret, vennero usati (rispettivamente) come decima e settima sigla di chiusura degli anime Bleach e D.Gray-man. L'11 marzo 2009 venne pubblicato il Greatest Hits Piano & Best.

### La separazione da Sony
Il suo contratto con Sony Music cessò di valere il 31 maggio 2009. L'anno successivo, Hoshimura firmò con l'etichetta Heart Voice Studio, con cui pubblicò i singoli Ichibanboshi (いちばん星?) e Candy il 10 marzo e il 29 luglio 2010. Il 1º dicembre 2010 pubblicò il suo quarto album, Kyō ga Egaodearu yō Ni (今日が笑顔であるように?). Dopo alcuni mesi di silenzio, l'8 giugno 2011 venne pubblicato il suo diciottesimo singolo, Doki Doki／You.

## Discografia

### Solista

#### Album in studio
- Soup (2003)
- Joyful (2006)
- MY LIFE (2008)
- Kyō ga Egaodearu yō Ni (2010)

#### Raccolte
- Piano & Best (2009)

#### Singoli
- Natsuiro no Canvas (2002)
- Stay With You (2002)
- Cherish (2003)
- Get Happy (2003)
- Believer (2003)
- Himawari (2004)
- Melodea (2005)
- Every (2005)
- Sunao ni Narenai (2005)
- Merry Go Round (2006)
- Sakura Biyori (2007)
- Shunkan, Strobe. (2007)
- Kakegae no Nai Hito e (2007)
- Regret (2008)
- Hikari (2008)
- Ichibanboshi (2010)
- Candy (2010)
- Doki Doki／You (2011)

### Con gli High and Mighty Color

#### Album in studio
- G∞VER (2005)
- Gō on Progressive (2006)
- San (2007)
- Rock Pit (2008)

#### Raccolte
- 10 Color Singles (2007)
- BEEEEEEST (2008)

#### Singoli
- PRIDE (2005)
- Pride Remix (2005)
- OVER (seconda edizione, 2005)
- RUN☆RUN☆RUN (2005)
- Days (2005)
- STYLE 〜get glory in this hand〜 (2005)
- Ichirin no Hana (2006)
- Dive into Yourself (2006)
- Enrai 〜Tooku ni Aru Akari〜 (2006)
- Tadoritsuku Basho/Oxalis (2007)
- Dreams (2007)
- Amazing (2007)
- Flashback/Komorebi no Uta (2008)
- Hot Limit (2008)
- Remember (2008)

### Altre apparizioni
- AA.VV – Relaxin' with Japanese Lovers - Volume 4 (2005)
- AA.VV – Diva (2005)
- AA.VV – Koisuruhanikami! Honey Comming LoveSongs (2005)
- AA.VV – Mezamashi 39 (2006)
- AA.VV – Yaki-tate!! Japan Shudaika-shū BEST Pan! (2006)
- AA.VV – Serīnu dion Toribyūto (2007)
- AA.VV – D.Gray-man COMPLETE BEST (2008)
- AA.VV – D.Gray-man Original Soundtrack 3 (2008)
- AA.VV – Bleach Best Tunes (2008)
- AA.VV – BleCon 〜Bleach Concept Covers〜 (2010)
- AA.VV – BleCon 〜Bleach Concept Covers〜 2 (2011)